# Milada Blažková
Milada Blažková (Prága, 1958. május 30. –) olimpiai ezüstérmes csehszlovák válogatott cseh gyeplabdázó.

## Pályafutása
A Bohemians Praha meghatározó játékosa volt. 1983-ban és 1984-ben csehszlovák bajnok lett a csapattal és ezekben az években a legjobb női gyeplabdázónak választották Csehszlovákiában.
81 alkalommal szerepelt a nemzeti csapatban. Tagja volt az 1980-as moszkvai olimpián ezüstérmes csehszlovák válogatottnak.

## Sikerei, díjai
- Az év női gyeplabdázója (1983, 1984)
- Olimpiai játékok
  - ezüstérmes: 1980, Moszkva
- Csehszlovák bajnokság
  - bajnok: 1983, 1984